# Dia Mundial da Doença de Chagas
O Dia Mundial da Doença de Chagas é um dia comemorado em 14 de abril a partir de 2020 e estabelecido em 16 de maio de 2019 pela Organização Mundial da Saúde (OMS), pela Federação Internacional de Associações de Pessoas Afetadas pela Doença de Chagas (FINDECHAGAS) e pela Coalizão da Doença de Chagas.

## Proclamação
O Dia Mundial da Doença de Chagas foi proclamado pela Organização Mundial da Saúde (OMS) durante sua 72.ª Assembleia Mundial. Essa decisão foi tomada para dar visibilidade a uma doença que afeta milhões de pessoas e está na lista de doenças tropicais negligenciadas da OMS. A Federação Internacional de Associações de Pessoas Afetadas pela Doença de Chagas (FINDECHAGAS), com a Coalizão Chagas, pressionaram para o dia ser oficializado.

## Celebração
Esse dia é comemorado em 14 de abril em memória do primeiro diagnóstico feito pelo Dr. Carlos Chagas em 1909. O objetivo da data é aumentar a conscientização sobre a doença de Chagas, promover o acesso ao diagnóstico e ao tratamento e reconhecer a luta contra ela. Embora tenha sido comemorado extraoficialmente por anos, sua oficialização em 16 de maio de 2019 pela OMS é um marco na luta contra a doença, buscando melhorar a visibilidade e a resposta global a esse problema de saúde.

## Temas
- 2020: Combater a doença de Chagas agora[5]
- 2021: Serviços de saúde equitativos e abrangentes para todas as pessoas afetadas pela doença de Chagas[6]
- 2022: Detectar e notificar todos os casos para derrotar a doença de Chagas[7]
- 2023: É hora de integrar os cuidados com a doença de Chagas à rede de atenção primária à saúde[8]
- 2024: Abordagem da doença de Chagas: detecção precoce e cuidados ao longo da vida[9]